# Stara synagoga w Lubaczowie
Stara synagoga w Lubaczowie istniała już w 1727 r. Mieściła się na północ od miejskiego rynku. Spłonęła w wielkim pożarze miasta w 1899 r. Na jej miejscu powstała nowa synagoga.